# Quietula y-cauda
A Quietula y-cauda a sugarasúszójú halak (Actinopterygii) osztályának sügéralakúak (Perciformes) rendjébe, ezen belül a gébfélék (Gobiidae) családjába és a Gobionellinae alcsaládjába tartozó faj.
Nemének a típusfaja.

## Előfordulása
Ennek a halfajnak az előfordulási területe a Csendes-óceán keleti felén van. Az Amerikai Egyesült Államokbeli Kaliforniához tartozó Morro Bay-tól kezdve, délfelé haladva a Kaliforniai-félszigetet megkerülve egészen a Kaliforniai-öbölig található meg.

## Megjelenése
Az eddig kifogott legnagyobb példány 7 centiméteres volt.

## Életmódja
A Quietula y-cauda szubtrópusi hal, amely a tengerfenék közelében tartózkodik. A sósvíz mellett a brakkvízben is megél. A lagúnák és folyótorkolatok egyik hala. Gyakran férgek és rákok üregeit foglalja el.

## Szaporodása
Ikrák által szaporodik. Az ikrák az üreg falára vannak felragasztva; ezeket pedig a hím őrzi.